# Siechnowicze (gmina)
Siechnowicze – dawna gmina wiejska istniejąca do 1928 roku w woj. poleskim (obecnie na Białorusi). Siedzibą władz gminy były Siechnowicze.
W okresie zaborów siedzibą zarządu gminy były Stepańki. W okresie międzywojennym gmina Siechnowicze należała do powiatu kobryńskiego w woj. poleskim.
Gminę zniesiono 18 kwietnia 1928 roku a jej obszar wszedł w skład nowo utworzonej gminy Żabinka.
Nie mylić z gminą Siechniewicze.